# 松山組
松山組（まつやまぐみ）は、大阪府東大阪市の布施に本部を置く暴力団で、指定暴力団山口組の二次団体。

## 来歴
初代組長の松山政雄は三代目山口組の“知恵袋”こと小田秀臣の若衆で、同人の率いた小田秀組に30年近くにわたって在籍。やがて竹中四代目体制発足後に小田秀組が解散すると、同組で若頭の役にあった松山が竹中四代目の盃を受理し、山口組の直参（二次団体首領）となった。1995年における松山の病死に伴い、舎弟頭の役にあった亀井惟茂が跡目を継承。そして2008年における亀井の引退に伴い、長らく若頭の役にあったその義弟・亀井利臣が三代目を襲名した。

## 歴代

### 初代：松山政雄
1935年8月27日生。“松山政男”とも。
三代目山口組系小田秀組を率いた小田秀臣の子飼いの若衆で、30年近くにわたって同組に在籍。竹中正久を首領に据えた四代目山口組の発足に伴い小田秀組は山口組を脱退、一和会への参画が予想されるも、結局は小田が引退し小田秀組は解散。同組で若頭の役にあった松山は、竹中正久の盃を受け山口組の直参となった。1995年の6月に死去。病死であった。

### 二代目：亀井惟茂
1941年3月13日生。もとは別の独立暴力団組織に所属していたものの、松山政雄に見込まれたことで同人の舎弟となって松山組に加入。舎弟頭に就任し組織の要役として活動していたものの、1995年における松山の死去に伴い跡目を継承。同年11月に山口組の直参となった。渡辺芳則率いる五代目山口組では『総本部当番長』、さらに司忍率いる六代目山口組では『総本部当番責任者』の重役を担っていたものの、体調不良を理由に退任、そして2008年をもって引退。

### 三代目：亀井利臣
1946年生。亀井惟茂の義弟で、二代目体制下では長年にわたり若頭の役にあったと同時に、上部団体たる山口組の『総本部当番責任者』の任から神戸に詰めがちであった亀井惟茂に代わり、二代目体制下の組織を実質的に切り盛りしていたと言われる。
亀井惟茂の引退に伴い2008年に組織を継承。そして同年10月に山口組の直参となった。2012年には、大阪・秋良連合会の会長、神戸・岸本組の組長、神戸・西脇組の組長、ならびに静岡・藤友会の会長とともに、暴力団組員たることを隠してゴルフ場を利用したとする詐欺容疑から大阪府警に逮捕されている。